# ارکان اسلام
ارکان اسلام به مجموعه‌ای از پایه‌ها و اعمال اسلامی گفته‌می‌شود.

## ارکان اهل سنت
اهل سنت ارکان اسلام را در پنج عمل زیر خلاصه می‌دانند، که انجام آن واجب بر هر مسلمانی است:
- شهادتین: اقرار به دو شهادت به یگانگی خداوند (لا اله الا الله) و نبوت پیامبر اسلام (محمد رسول‌الله)
- نماز
- روزه
- زکات
- حج

## شیعیان
شیعیان اعتقاد به ارکان را به دو صورت اصول و فروع دین بیان‌می‌کنند. اصول بر مبنای اصول عقیدتی است و فروع بر مبنای اعمال واجب. اعتقاد به اصول شرط پذیرش دین و مذهب‌اند اما انجام فروع شرط لازم برای مسلمان‌بودن نیست. اصول مذهب شیعه (سه اصل اول اصول دین اسلام) به‌ترتیب از قرار زیرند:
- توحید: به معنای یگانگی خداوند متعال است.
- نبوت: به معنای پیامبری محمد بن عبدالله و دیگر پیامبران الهی است.
- معاد: به معنای آن است که روزی همه مکلفان برای بازخواست و حساب در پیشگاه الهی گرد هم می‌آیند و هر کس به پاداش و کیفر خویش می‌رسد.
- عدل: به معنای آن است که افعال خداوند متعال از سر دادگری و شایستگی است و به هیچ‌کس ستم نمی‌کند و هر چیزی را در جای خویش نگه می‌دارد و با هر موجودی، چنان‌که شایسته‌است رفتار می‌کند.
- امامت: بدین معنا که پس از پیامبر اسلام دوازده امام معصوم منصب خلافت و امامت را بر عهده دارند و آنان منصوب خداوند متعال‌اند.

فروع دین نیز به مجموعه ده عمل اسلامی که انجامشان واجب‌است اطلاق می‌شود که از قرار زیرند:
- نماز
- روزه
- حج
- زکات
- خمس
- جهاد
- امر به معروف و نهی از منکر
- تولی و تبری[۷]

## ارکان اسماعیلیان
اسماعیلیان به هفت رکن اسلامی زیر معتقدند:
- ایمان
- طهارت
- نماز
- زکات
- روزه
- حج
- جهاد